# Gondrano Trucchi
Gondrano Trucchi (fl. XX secolo) è stato un attore italiano.

## Carriera
Attore teatrale e cinematografico, Gondrano Trucchi è apparso in diversi film importanti soprattutto negli anni cinquanta, lavorando con registi quali Alessandro Blasetti, Federico Fellini e Alberto Lattuada; risulta però accreditato già un film muto del 1920 dal titolo Le ali.
Piccolo, magro e dal volto fortemente caratterizzato da un grosso naso adunco, è apparso per l'ultima volta sul grande schermo nel 1963 in 8½ di Fellini, nella parte di uno dei vecchietti che vengono presentati al regista Guido Anselmi per il ruolo del padre.

## Filmografia
- Le ali, regia di Alberto Orsi (1920)
- Retroscena, regia di Alessandro Blasetti (1939)
- L'avventura di Annabella, regia di Leo Menardi  (1943)
- La paura fa 90, regia di Giorgio Simonelli (1951)
- Papà diventa mamma, regia di Aldo Fabrizi (1952)
- La tratta delle bianche, regia di Luigi Comencini (1952)
- Altri tempi - Zibaldone n. 1, regia di Alessandro Blasetti (1952)
- Il cappotto, regia di Alberto Lattuada (1952)
- È arrivato l'accordatore, regia di Duilio Coletti (1952)
- I vitelloni, regia di Federico Fellini (1953)
- Il terrore dell'Andalusia, regia di Ladislao Vajda (1953)
- La passeggiata, regia di Renato Rascel (1953)
- Il paese dei campanelli, regia di Jean Boyer (1954)
- La grande avventura, regia di Mario Pisu (1954)
- La dolce vita, regia di Federico Fellini (1960)
- Un giorno da leoni, regia di Nanni Loy (1961)
- Boccaccio '70, registi vari (1962)
- 8½, regia di Federico Fellini (1963)

## Prosa televisiva Rai
- Il delitto di Lord Arturo Saville di Oscar Wilde, regia di Claudio Fino, trasmessa il 7 marzo 1955